# Infinity Girl
Infinity Girl es una banda americana de shoegazing originaria de Boston, Massachusetts, ahora con sede Brooklyn, Nueva York.

## Historia
Infinity Girl empezó en 2012, lanzando su primer álbum titulado Stop Being On My Side en mayo, así como un EP titulado Just Like Lovers en diciembre.
En 2015, Infinity Girl lanzó su primer álbum completo titulado Harm con Topshelf Records.
El 8 de septiembre de 2017 Infinity Girl lanzó  "Somewhere Nice, Someday" con Disposable America. Será el tercer y último disco de la banda.

## Miembros de banda
- Nolan Eley (guitarras, voz)
- Kyle Oppenheimer (guitarras, voz)
- Mitchell Stewart (bajo)
- Sebastian Modak (batería)

## Álbumes
- Stop Being On My Side (2012, autoeditado)
- Harm (2015, Topshelf Records)
- Somewhere Nice, Someday (2017, Disposable America)

EPs
- Just Like Lovers (2012, autoeditado)